# Egernia pilbarensis
Egernia pilbarensis là một loài thằn lằn trong họ Scincidae. Loài này được Storr mô tả khoa học đầu tiên năm 1978.